# Johan Eggen
Johan Eggen (Gent, 23 juni 1883 - Bonn, 28 december 1952), ook Eggen van Terlan, was een Belgisch advocaat, hoogleraar en Vlaams activist.

## Levensloop
Eggen promoveerde in 1905 tot doctor in de rechten aan de Rijksuniversiteit Gent en werd advocaat in deze stad.
Tijdens de Eerste Wereldoorlog verbleef hij eerst in Nederland. Hij maakte deel uit van de redactie van De Vlaamsche Stem en ondertekende de Zeven Punten van de groep Jong-Vlaanderen, die helemaal in het activisme opging.
In 1916 werd hij tot hoogleraar benoemd aan de vernederlandste Gentse universiteit (Vlaamsche Hoogeschool), de zogenaamde Von Bissing-universiteit. In 1917 kreeg hij zitting in de Duitsgezinde Raad van Vlaanderen.
Na de oorlog werd hij als collaborateur veroordeeld en speelde voortaan geen enkele rol meer in de Vlaamse Beweging. Hij vluchtte naar Duitsland. Van 1927 tot 1934 was hij verbonden aan de Universiteit van Bonn.
Na de opkomst van het Hitlerbewind kwam hij weer in België wonen, om na de Tweede Wereldoorlog opnieuw naar Bonn te verhuizen.